# IUPAC/IUPAP聯合工作小組
IUPAC/IUPAP聯合工作小組（IUPAC/IUPAP Joint Working Party）是由國際純化學和應用化學聯合會 (IUPAC) 和国际纯粹与应用物理学联合会 (IUPAP) 負責新化學元素的發現和命名的聲明審查有時也有人稱呼為發現元素聯合工作小組（Joint Working Party on Discovery of Elements）。工作小組的推薦由IUPAP投票表決。

## 來源
1. ↑  . （原始内容存档于2012-08-24）.
2. ↑   (PDF).   [2022-04-20]. （原始内容 (PDF)存档于2017-08-03）.
3. ↑  . （原始内容存档于2014-01-13）.
4. ↑   (PDF).   [2022-04-20]. （原始内容 (PDF)存档于2017-07-31）.
5. ↑  .   [2022-04-20]. （原始内容存档于2014-01-13）.